# أنطونيو رينالدي
أنطونيو رينالدي (بالإيطالية: Antonio Rinaldi)‏ (و. 1709 – 1794 م) هو مهندس معماري من مملكة نابولي . ولد في ترينتو .
توفي في روما.

## أعمال بارزة
من أهم أعماله:
- St. Vladimir's Cathedral
- Gatchina Palace.